# Liste der Nummer-eins-Hits in Indien (2022)
Diese Liste der Nummer-eins-Hits basiert auf den offiziellen Charts der IMI, der indischen Landesgruppe der IFPI, im Jahr 2022. Sie basieren vollständig auf Streaming und berücksichtigen keine Titel in indischer Sprache.

## Singles
| ← 2021 ← | Liste der Nummer-eins-Hits in Indien (International Singles) | Liste der Nummer-eins-Hits in Indien (International Singles) | Liste der Nummer-eins-Hits in Indien (International Singles) | 2023 →                    |
| \| Zeitraum \| Wo. ges. \| Interpret \| Titel Autor(en) \| Zusätzliche Informationen \| \| (Zeitraum, Wochen auf Platz eins, Interpret, Titel, Autor[en], zusätzliche Informationen) \| \| \| \| \| \| ----------------------------------------------------------------------------------------- \| -------- \| ----------------------------------- \| --------------------------------------------------------------------------------------------------------------------------------------------------------------------- \| ------------------------- \| \| 1. Woche 1 Woche (insgesamt 7) \| 7 \| The Kid Laroi, Justin Bieber \| Stay Charlton Kenneth Jeffrey Howard, Justin Drew Bieber, Blake Slatkin, Charlie Puth, Magnus August Høiberg, Michael Mulé, Isaac De Boni, Omer Fedi, Subhaan Rahmaan \| – \| \| 2.–16. Woche 15 Wochen (insgesamt 21) \| 21 \| Glass Animals \| Heat Waves David Algernon Bayley \| – \| \| 17.–23. Woche 7 Wochen \| 7 \| Harry Styles \| As It Was Harry Edward Styles, Thomas Edward Percy Hull, Tyler Sam Johnson \| – \| \| 24. Woche 1 Woche \| 1 \| BTS \| Yet to Come (The Most Beautiful Moment) Daniel Michael Gleyzer, Jung Ho-seok, Maxwell George Schneider, Kang Hyo-won, Kim Nam-joon, Min Yoon-gi \| – \| \| 25. Woche 1 Woche (insgesamt 21) \| 21 \| Glass Animals \| Heat Waves David Algernon Bayley \| – \| \| 26.–27. Woche 2 Wochen \| 2 \| Charlie Puth feat. Jung Kook of BTS \| Left and Right Charlie Otto Puth Jr., Jacob Kasher Hindlin \| – \| \| 28.–31. Woche 4 Wochen (insgesamt 21) \| 21 \| Glass Animals \| Heat Waves David Algernon Bayley \| – \| \| 32. Woche 1 Woche (insgesamt 3) \| 3 \| Ruth B. \| Dandelions Ruth Berhe \| – \| \| 33. Woche 1 Woche (insgesamt 21) \| 21 \| Glass Animals \| Heat Waves David Algernon Bayley \| – \| \| 34. Woche 1 Woche \| 1 \| Blackpink \| Pink Venom Seol Jeong-hun, Danny Chung, Ido, Kim Jung-gu, Park Hong-jun \| – \| \| 35.–36. Woche 2 Wochen (insgesamt 3) \| 3 \| Ruth B. \| Dandelions Ruth Berhe \| – \| \| 37.–43. Woche 7 Wochen \| 7 \| Chris Brown \| Under the Influence Christopher Maurice Brown, David Adedeji Adeleke, Tiffany Alison Jayde McKie, Ayoola Oladapo Agboola \| – \| \| 44.–49. Woche 6 Wochen \| 6 \| Sam Smith feat. Kim Petras \| Unholy Samuel Frederick Smith, Omer Fedi, James John Napier, Kim Petras, Ilya Salmanzadeh, Henry Russell Walter, Blake Slatkin \| – \| \| 50.–52. Woche 3 Wochen \| 3 \| Stephen Sanchez feat. Em Beihold \| Until I Found You Michael Stephen Sanchez, Emily Mahin Beihold \| – \| |                                                              |                                                              | |                           |
| ← 2021 |                                                              |                                                              | | → 2023 →                  |
| Zeitraum | Wo. ges.                                                     | Interpret                                                    | Titel Autor(en) | Zusätzliche Informationen |
| (Zeitraum, Wochen auf Platz eins, Interpret, Titel, Autor[en], zusätzliche Informationen) |                                                              |                                                              | |                           |
| 1. Woche 1 Woche (insgesamt 7) | 7                                                            | The Kid Laroi, Justin Bieber                                 | Stay Charlton Kenneth Jeffrey Howard, Justin Drew Bieber, Blake Slatkin, Charlie Puth, Magnus August Høiberg, Michael Mulé, Isaac De Boni, Omer Fedi, Subhaan Rahmaan | –                         |
| 2.–16. Woche 15 Wochen (insgesamt 21) | 21                                                           | Glass Animals                                                | Heat Waves David Algernon Bayley | –                         |
| 17.–23. Woche 7 Wochen | 7                                                            | Harry Styles                                                 | As It Was Harry Edward Styles, Thomas Edward Percy Hull, Tyler Sam Johnson                                                                                            | –                         |
| 24. Woche 1 Woche | 1                                                            | BTS                                                          | Yet to Come (The Most Beautiful Moment) Daniel Michael Gleyzer, Jung Ho-seok, Maxwell George Schneider, Kang Hyo-won, Kim Nam-joon, Min Yoon-gi                       | –                         |
| 25. Woche 1 Woche (insgesamt 21) | 21                                                           | Glass Animals                                                | Heat Waves David Algernon Bayley | –                         |
| 26.–27. Woche 2 Wochen | 2                                                            | Charlie Puth feat. Jung Kook of BTS                          | Left and Right Charlie Otto Puth Jr., Jacob Kasher Hindlin | –                         |
| 28.–31. Woche 4 Wochen (insgesamt 21) | 21                                                           | Glass Animals                                                | Heat Waves David Algernon Bayley | –                         |
| 32. Woche 1 Woche (insgesamt 3) | 3                                                            | Ruth B.                                                      | Dandelions Ruth Berhe | –                         |
| 33. Woche 1 Woche (insgesamt 21) | 21                                                           | Glass Animals                                                | Heat Waves David Algernon Bayley | –                         |
| 34. Woche 1 Woche | 1                                                            | Blackpink                                                    | Pink Venom Seol Jeong-hun, Danny Chung, Ido, Kim Jung-gu, Park Hong-jun                                                                                               | –                         |
| 35.–36. Woche 2 Wochen (insgesamt 3) | 3                                                            | Ruth B.                                                      | Dandelions Ruth Berhe | –                         |
| 37.–43. Woche 7 Wochen | 7                                                            | Chris Brown                                                  | Under the Influence Christopher Maurice Brown, David Adedeji Adeleke, Tiffany Alison Jayde McKie, Ayoola Oladapo Agboola                                              | –                         |
| 44.–49. Woche 6 Wochen | 6                                                            | Sam Smith feat. Kim Petras                                   | Unholy Samuel Frederick Smith, Omer Fedi, James John Napier, Kim Petras, Ilya Salmanzadeh, Henry Russell Walter, Blake Slatkin                                        | –                         |
| 50.–52. Woche 3 Wochen | 3                                                            | Stephen Sanchez feat. Em Beihold                             | Until I Found You Michael Stephen Sanchez, Emily Mahin Beihold | –                         |